# Røgegård
Røgegård er en gård ved Fjerritslev, der første gang nævnes i 1568. Det var på den tid den eneste gård udenfor landsbyerne i området som Vester Thorup og Vust. Den ældst kendte ejer var Otto Banner til Asdal. Gården var forpagtet ud og forpagterne tog navnet Røge.
Navnet stammer formodentlig fra at man har ryddet skoven for at skabe plads til agerbruget. Tidligt blev jordene overbenyttet og husdyrerne har bidt vegetationen, hvorved sandflugt fra stranden 1 kilometer mod nord overdækkede agerjorden og skabte vandreklitter.
I 1978 hegnede ejeren Børge Mogensen gården, og driften blev omlagt til avl af krondyr, dådyr, sika, muflon og vildsvin med henblik på at levere avlsdyr til hjortefarme. Til gårdens kødproduktion er der indrettet et vildtslagteri.
I 2000 støttede EU et projekt med indretning af jagt- og våbenmuseum på gården. I 2004 blev der indrettet cafe, og reservatet anvendes til guidede rundture, hvor besøgende kan opleve de store hjorte på helt nær hold. 
Om efteråret afholdes der jagt og kurser for jægere i pünch og jagttegn. Jægere i kørestol kan deltage i hjortejagten fra særligt indrettet tårn med rampe. 
Gård, museum og cafe anvendes til team building kurser, hvor man kan afprøve færdigheder i en af landers sidste vildmarker. Gæster kan bo i hytte inde i reservatet og opleve dyrene på tæt hold om natten.